# 春殖村
春殖村（はるえむら）は、島根県大原郡にあった村。現在の雲南市大東町大東下分、大東町畑鵯、大東町山田、大東町養賀、大東町飯田にあたる。

## 地理
- 河川：阿用川[1]、赤川[1]、山田川[2]

## 歴史
- 1889年（明治22年）4月1日、町村制の施行により、大原郡大東下分村、畑鵯村、山田村、養賀村、飯田村が合併して村制施行し、春殖村が発足[3][4]。
- 1951年（昭和26年）4月1日、大原郡大東町、幡屋村、阿用村、佐世村と合併し大東町が存続して廃止された[3][4]。

### 地名の由来
『出雲国風土記』に記載の春殖社の社号による。

## 産業
- 農業、製茶[3]